# Нижний Иркун
Нижний Иркун — упразднённое село в Бурейском районе Амурской области России. Исключено из учётных данных в 1974 году.

## География
Село располагалось на правом берегу реки Бурея в месте впадения в неё реки Иркун, на расстоянии примерно 9 километров (по прямой) к северо-востоку от села Долдыкан.

## История
Село возникло в 1914 году. По данным на 1916 год участок Нижне-Иркутский состоял из 7 дворов (население составляло 41 человек) и входил в состав Валуевской волости 7-го стана Амурского уезда Амурской области.
По данным 1926 года в Иркуне имелось 21 хозяйство (20 крестьянского типа и 1 прочих) и проживало 92 человека (50 мужчин и 42 женщины). В национальном составе населения преобладали русские. В административном отношении входил в состав Куликовского сельсовета Завитинского района Амурского округа Дальневосточного края.
Решением Амурского исполкома от 7 июня 1974 года № 253, село Нижний Иркун исключено из учётных данных как несуществующее.